# منطقة كاتني
كاتني رمزها «KA» (بالإنجليزية: Katni)‏ ، هو تقسيم إداري لدولة الهند تتبع ولاية مدية برديش (بالإنجليزية: Madhya  Pradesh)‏ ، مركزها هو مدينة كاتني (بالإنجليزية: Katni)‏ عدد سكانها حسب تعداد سنة 2001 هو 1,063,689 ، مساحتها 4,947 كم² وكثافة السكان 215 لكل كم² .